# Wolfgang von Nostitz
Wolfgang von Nostitz (* 28. Februar 1940 in Bern) ist ein ehemaliger deutscher Politiker (Bündnis 90/Die Grünen) und Rechtsanwalt. Er war von 1987 bis 1989 Mitglied des Europäischen Parlaments.

## Leben
Wolfgang von Nostitz ist als Rechtsanwalt in München tätig. Er kam 1940 als Sohn des deutschen Juristen und Diplomaten Siegfried von Nostitz (1905–1993) zur Welt, der während des Zweiten Weltkriegs als Legationsrat in Bern und später als Generalkonsul der Bundesrepublik in Algerien und San Francisco tätig war. Sein Großvater Egon von Nostitz (1866–1943) war ein preußischer Oberst, über dessen Gattin Henriette von Mertens (1874–1937) Wolfgang von Nostitz ein Urenkel des preußischen Generalmajors Hermann von Mertens (1832–1900) ist.

### Politik
Am 28. Februar 1987 rückte von Nostitz für Dorothee Piermont, die entsprechend dem vereinbarten Rotationsprinzip – im Gegensatz zu fünf anderen Abgeordneten der Grünen –  zur Hälfte der Wahlperiode ihr Mandat niederlegte, in das Europäische Parlament nach und trat der Regenbogenfraktion bei. Er war Mitglied des Petitionsausschusses, des Institutionellen Ausschusses sowie der Delegation für die Beziehungen zur Türkei. Nach der Europawahl 1989 schied er aus dem Parlament aus.
Bei der Bundestagswahl 1990 kandidierte er als Direktkandidat im Wahlkreis Starnberg und erhielt 6,1 %. Außerdem war er Mitglied des Gemeinderats in Herrsching am Ammersee.